# Юность мушкетёров
«Юность мушкетёров» (фр. La Jeunesse des Mousquetaires) — историческая драма французского писателя Александра Дюма-отца, написанная им в соавторстве с Огюстом Маке на основе романа «Три мушкетёра» и впервые поставленная на сцене в 1849 году. Стала частью трилогии, в которую входят также пьесы «Мушкетёры» и «Узник Бастилии».

## Сюжет
Действие пролога к пьесе происходит в 1620 году. Виконт де ла Фер влюбляется в Шарлотту Бакстон и женится на ней, ничего не зная ни о её тёмном прошлом, ни о том, что юный семинарист, которого она выдаёт за брата, на самом деле её любовник. Увидев, что жена заклеймена королевской лилией, виконт вешает её на дереве.
Основное действие разворачивается в 1626 году. Виконт к тому времени становится королевским мушкетёром под именем Атос, близким другом Портоса и Арамиса. К этой компании присоединяется четвёртый — юный гасконец д’Артаньян. Выясняется, что жена Атоса жива и служит кардиналу Ришельё в качестве шпионки под именем миледи. Её задача — помочь скомпрометировать королеву Анну Австрийскую, выкрав подаренные ею подвески у первого министра Англии герцога Бекингема. Мушкетёрам удаётся помешать миледи, но она убивает с помощью яда возлюбленную д’Артаньяна Констанцию Бонасьё. Тогда мушкетёры устраивают над ней суд и приговаривают к смерти. Приговор приводит в исполнение бетюнский палач, брат семинариста, когда-то покончившего с собой из-за миледи.

## Создание и оценки
Александр Дюма-отец написал «Юность мушкетёров» совместно с Огюстом Маке, своим соавтором по ряду романов, включая «Трёх мушкетёров». Первая постановка состоялась в принадлежавшем Дюма Историческом театре 17 февраля 1849 года. К тому моменту уже существовала пьеса «Мушкетёры», написанная Дюма и Маке на основе романа «Двадцать лет спустя» (1845), из-за чего авторам понадобилось сделать уточнение в названии, указывающее на время действия. Позже была написана пьеса «Узник Бастилии» по роману «Виконт де Бражелон, или Десять лет спустя».
Литературоведы констатируют, что в «Юности мушкетёров» достаточно точно воспроизведена основная интрига романа «Три мушкетёра», а основные персонажи не претерпели существенных изменений. Единственное важное отличие заключается в том, что в пьесе на переднем плане оказывается история брака Атоса, а не любви д’Артаньяна и Констанции.